# Віллазімьюс
Віллазімьюс (італ. Villasimius, сард. Crabonaxa) — муніципалітет в Італії, у регіоні Сардинія,  провінція Кальярі.
Віллазімьюс розташований на відстані близько 400 км на південний захід від Рима, 36 км на схід від Кальярі.

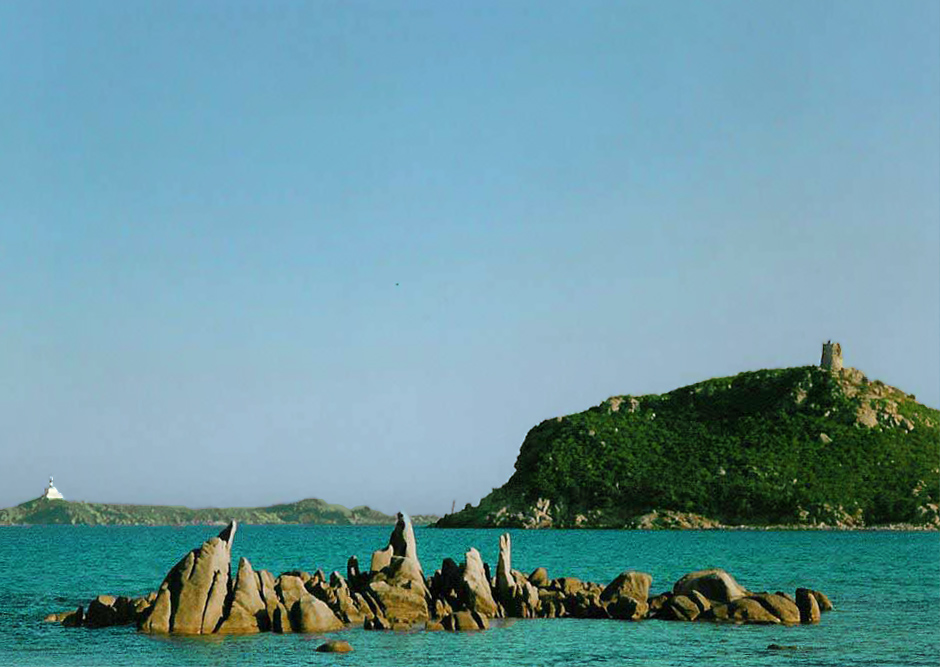

Населення — 3645 осіб (2014).

## Демографія
Населення за роками:

Станом на 1 січня 2023 року в муніципалітеті офіційно проживало 185 іноземців з 40 країн, серед них 52 громадяни країн Євросоюзу та 8 громадян України.

## Сусідні муніципалітети
- Кастіадас
- Маракалагоніс
- Сіннаї